# Silver Link
Silver Link, Inc. (株式会社シルバーリンク, Kabushiki-gaisha Shirubā Rinku) és un estudi d'animació japonès. Va ser fundat per l'exproductor d'animació de Frontline, Hayato Kaneko al desembre de 2007 i té la seva seu a Tòquio.

## Història
Després de l'establiment de l'empresa el 2007, Shin Oonuma, qui anteriorment havia estat director juntament amb els directors de Shaft, Akiyuki Shinbo i Tatsuya Oishi, es va unir a l'estudi. La majoria de les produccions de Silver Link han implicat Oonuma com a director o codirector des de la seva incorporació a l'estudi. L'empresa també havia estat propietària de dues filials: Beep Co., Ltd., un estudi d'animació subcontractat, i Connect, Inc., un estudi que va començar co-produint sèries amb Silver Link i que posteriorment va expandir-se a produir les seves pròpies obres. Ambdues filials han estat dissoltes per l'estudi, encara que ambdues continuen operant com a divisions dins de l'empresa.
El 1 de febrer de 2016, Beep va ser absorbit per Silver Link, i va ser succeït per Silver Link Overseas Division, que va assumir l'espai d'oficines anterior de Beep. No obstant això, la marca Beep encara es manté en ús per al treball de subcontractació de l'estudi.
El 17 de juliol de 2020, es va anunciar que Silver Link absorbiria completament i dissoldria Connect, i que tots els drets gestionats per l'empresa serien transferits a Silver Link. No obstant això, Connect continuarà operant com un sub-estudi dins de Silver Link.
El 3 d'agost de 2020, es va anunciar que Asahi Broadcasting Group Holdings havia adquirit Silver Link per 250 milions de iens.
El 1 d'octubre de 2020, l'empresa va canviar el seu nom a Silver Link Asset Management Co., Ltd. i va dividir el seu negoci de producció d'animació en una nova empresa anomenada Silver Link, Inc.
El 5 d'octubre de 2023, es va anunciar que Asahi Broadcasting Corporation havia traslladat l'empresa sota ABC Animation com a filial totalment propietària.
El 6 de novembre de 2023, l'estudi es va traslladar de la seva seu a la segona, tercera i quarta planta de l'edifici Marusho Mitaka a Shimorenjaku, Mitaka, Tòquio, a la tercera planta de l'edifici Musashino YS — on Wit Studio i Tatsunoko Production també tenen la seva seu — a Nakachou, Musashino, Tòquio.